# کاگامیشی، فوکوشیما
کاگامیشی، فوکوشیما (به لاتین: Kagamiishi, Fukushima) یک منطقهٔ مسکونی در ژاپن است که در استان فوکوشیما واقع شده‌است. کاگامیشی ۳۱٫۲۵ کیلومترمربع مساحت و ۱۲٬۵۸۶ نفر جمعیت دارد.